# Роятинка
Роя́тинка — мала річка (потічок) у Шептицькому районі Львівської області. Права притока річки Спасівки, правої притоки Західного Бугу (басейн Вісли). 

## Розташування
Витоки Роятинки розташовані на схід від села Роятин, у південній частині Горохівської височини. Протікає на захід через села Роятин, за селом Стенятин повертає на південь. 
Впадає у річку Спасівку між селами Свитазів та Скоморохи. 

## Опис
Довжина Роятинки становить 7.5 км. Ширина річки близько 2 м, глибина — менше одного метра.